# Haleakalā
L'Haleakalā ([ˈhɐleˈjɐkəˈlaː] in hawaiiano) è un vulcano a scudo alto 3 055 metri situato sul lato sud dell'isola di Maui, nell'arcipelago delle Hawaii. Il nome Haleakala deriva da una parola hawaiana che significa "casa del sole", infatti secondo una leggenda hawaiana, il semidio Maui legava il sole da qui per rallentarlo e allungare la giornata.

## Caratteristiche
Si tratta di una delle cime più alte del Pacifico e la parte che si erge in superficie rappresenta solo il 5% del vulcano; infatti se misurato dal fondale oceanico, l'Haleakala risulta essere la terza montagna più alta del pianeta. Occupa il 75% dell'isola ed è un vulcano dormiente (l'ultima attività eruttiva risale al 1790) formato da un cratere di 50 km² che si è formato dopo il collasso del cono principale; presenta al suo interno una catena di coni di cenere e colate laviche formate da successive eruzioni e da pareti di roccia scura molto erte e brulle.
L'Haleakala emerse dall'Oceano Pacifico grazie alla presenza di un punto caldo sottomarino, il cui graduale apporto di lava formò col tempo l'imponente edificio vulcanico; successivamente i venti e le piogge hanno eroso il cratere trasformandolo in un vasto altopiano diviso in due valli. La parte orientale dell'Haleakala è caratterizzata dalla valle di Kipahulu, una riserva biologica (non accessibile ai visitatori) dove trovano rifugio uccelli, piante ed invertebrati, alcuni dei quali si possono trovare solamente in questa zona.
Grazie ad una altitudine elevata e trovandosi su un'isola in mezzo all'oceano, la vetta del vulcano è nota per essere uno dei posti migliori dove veder sorgere il sole; dalla cima sono visibili anche l’isola di Big Island con le cime del Mauna Kea e del Mauna Loa e l'isola di Maui nella sua interezza.

## Clima
Misurando oltre 3 000 metri di altezza, il clima sulla vetta è di tipo alpino e rispetto al mare ci sono circa 30 °C di differenza, le piogge si concentrano nel periodo invernale anche se le temperature rimangono costanti per tutto l'anno, il tempo cambia spesso in cima e può variare dal caldo al piovoso, dal freddo al ventoso nello stesso giorno e in alcuni periodi dell’anno l'Haleakala può essere imbiancato da sporadiche nevicate.

## Parco nazionale dell'Haleakala
Il Parco Nazionale Haleakala è una delle maggiori attrazioni turistiche delle Hawaii con 1,5 milioni di visitatori all'anno. Occupa una superficie di 122,15 km² (di cui l'80% lasciati in uno stato totalmente selvaggio), offre ambienti naturali estremamente vari che comprendono paesaggi montani e costieri; al suo interno è possibile campeggiare e seguire i numerosi sentieri, a piedi o a cavallo, che offrono visuali sceniche e silenziose, donando al visitatore uno spettacolo lunare ed insolito.
Il parco comprende varie zone climatiche e vegetative, dalla foresta umida tropicale al deserto subalpino, con specie animali e floreali endemiche come le oche delle Hawaii (Nene in hawaiiano) e le piante di Haleakala silversword (Ahinahina in hawaiiano). Il parco è aperto 24h ed è accessibile anche in perfetta autonomia in automobile, essendo ben collegato al resto dell'isola.

## Galleria d'immagini

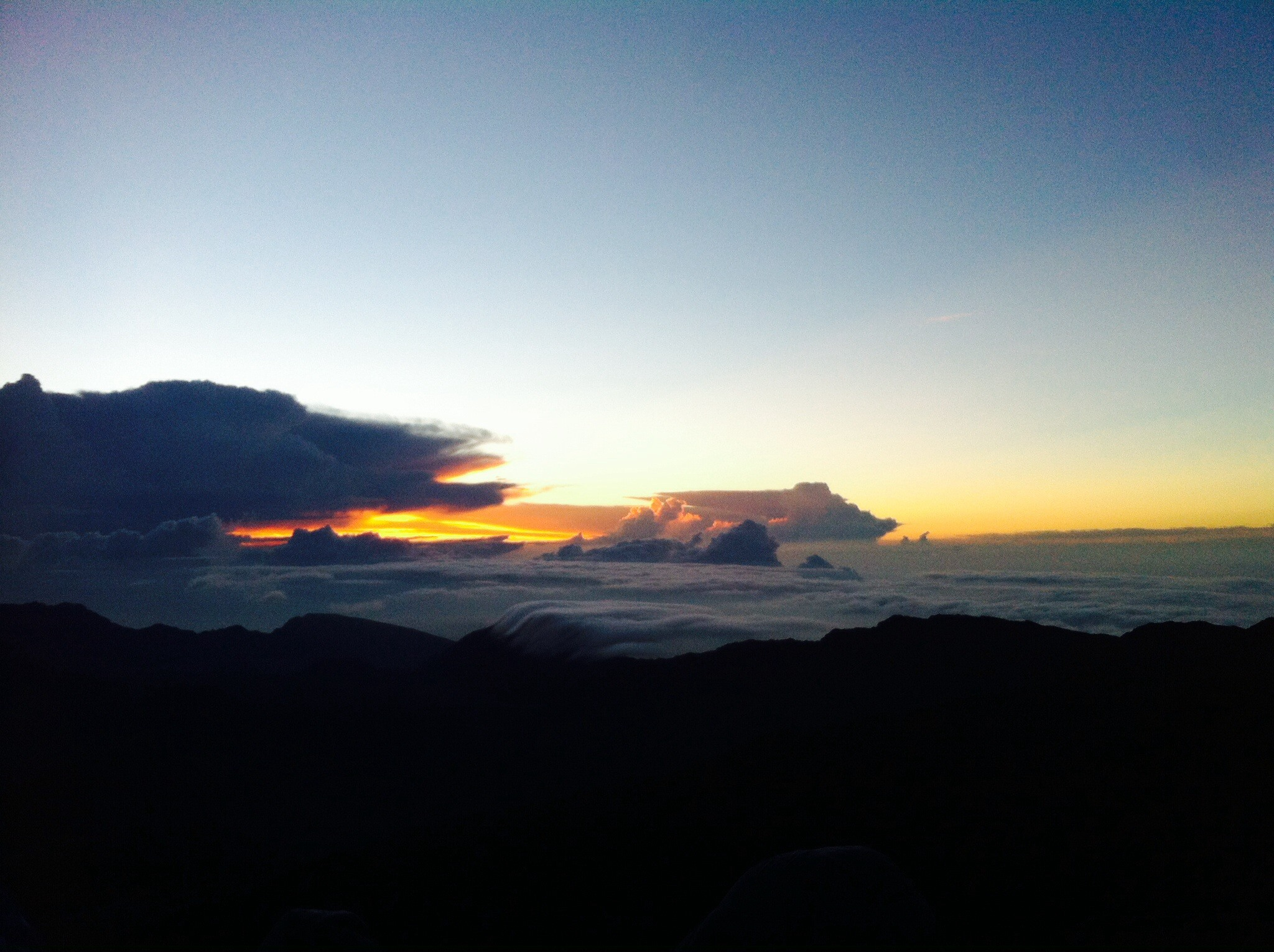
L'alba dal vulcano Haleakala
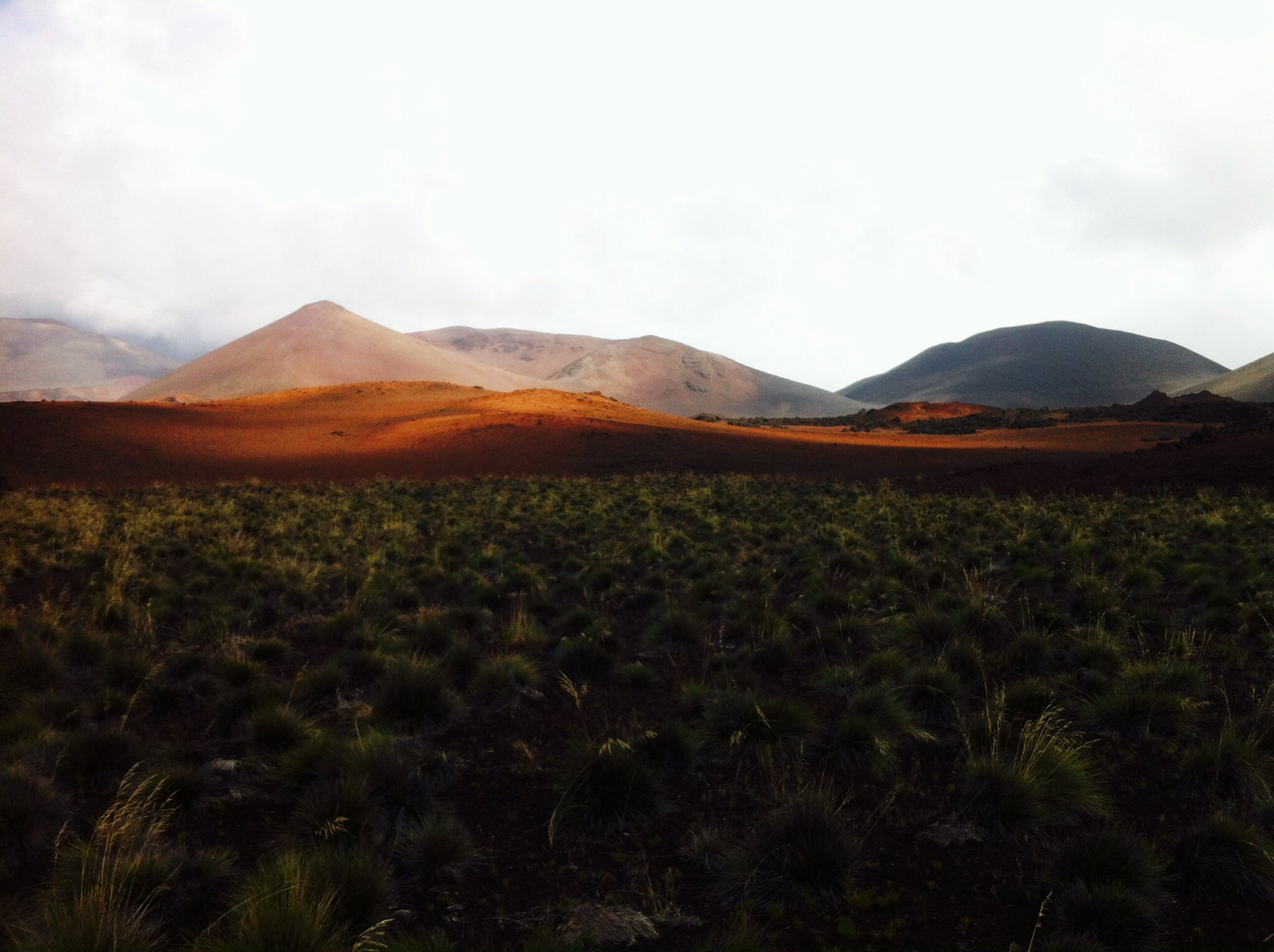
Vulcano Haleakala.
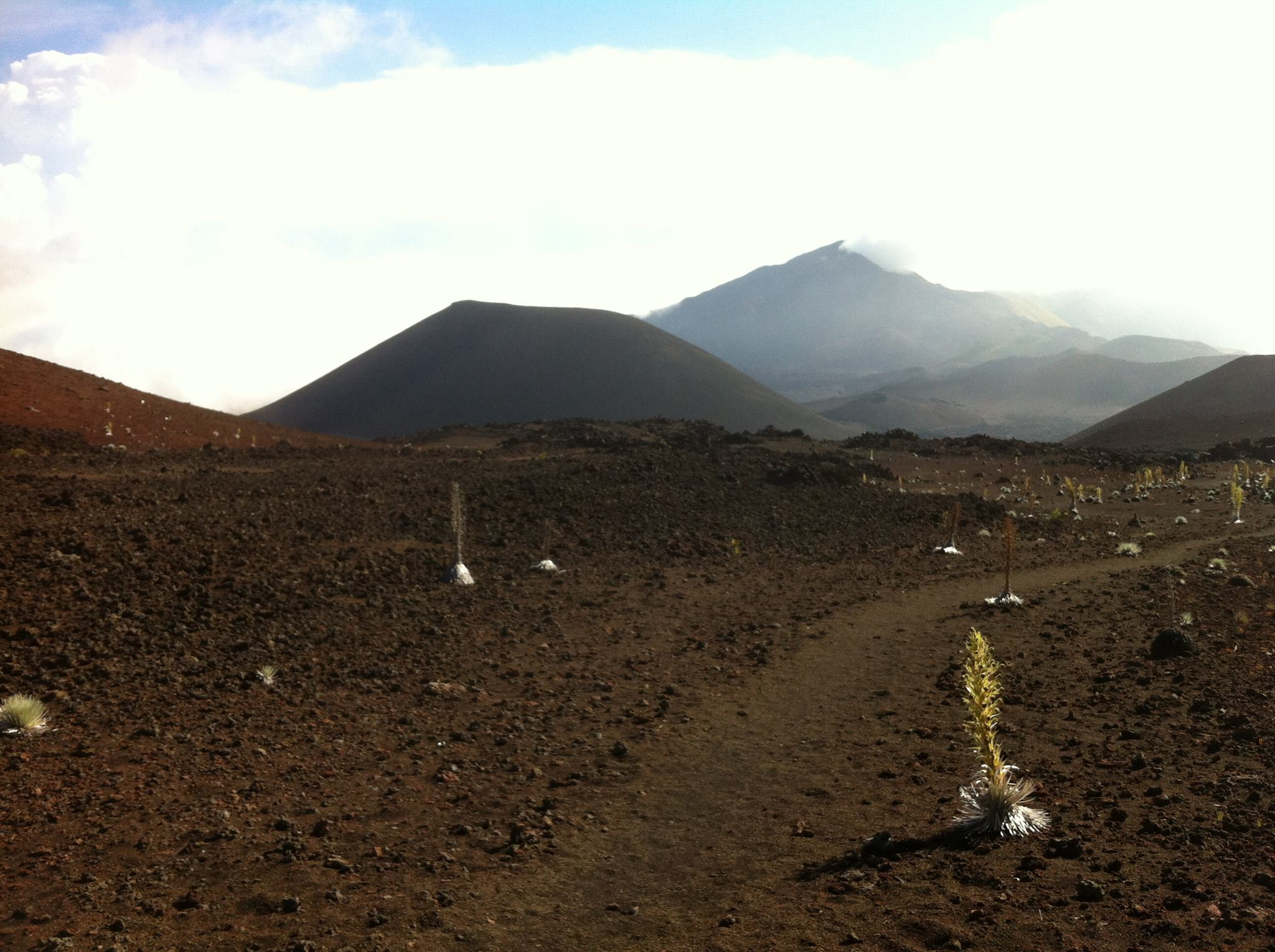
Interno del cratere
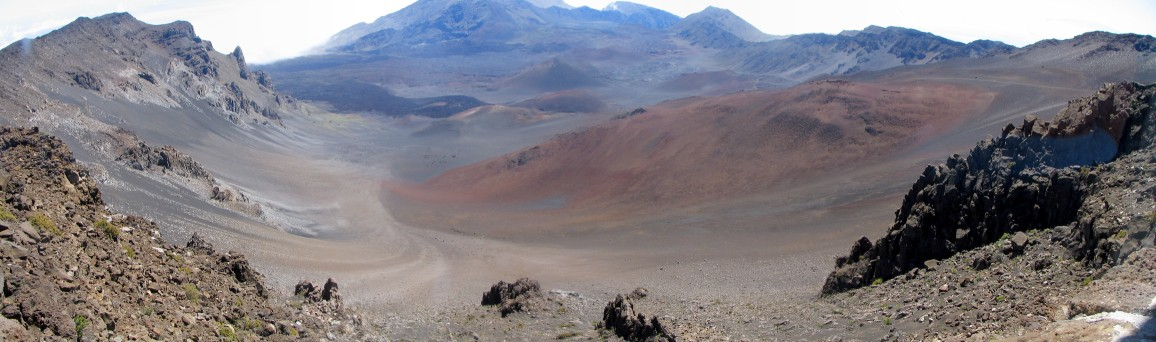
Panoramica